# Valy (Šluknovská pahorkatina)
Valy (německy Schanzenberg) jsou kopec o nadmořské výšce 544 metrů za hřbitovem ve Studánce (část města Varnsdorf) v Ústeckém kraji. Vrch náleží ke geomorfologickému celku Šluknovská pahorkatina, jejímu okrsku Rumburská pahorkatina a podokrsku Krásnolipská pahorkatina. Vzhledem k nadmořské výšce jsou Valy 10. nejvyšším vrcholem Šluknovské pahorkatiny. Geologické podloží tvoří převážně tefrit a na něj navazující bazaltoidní tuf, okrajově je zastoupen václavický granodiorit a znělec. Půdní pokryv se skládá z modální mesobazické, modální eutrofní a oglejené kambizemě a modálního pseudogleje. Přes Valy prochází rozvodí mezi Severním a Baltským mořem. Na západním svahu pramení Křinice, na východním pak Zlatý potok, který je přítokem Mandavy. Na vrchu se rozkládá zástavba vsi Studánka s kostelem svatého Františka z Assisi a prochází přes něj silnice I/9. Na navrší je náznak zbytků švédského opevnění z třicetileté války, v roce 1642 odtud oddíly generála Carla Gustava Wrangela dobyly hrad Tolštejn. 